# Ветром стать
«Ветром стать» — песня, написанная российской певицей МакSим. Композиция была выпущена, как пятый и финальный официальный сингл исполнительницы, с её дебютного студийного альбома Трудный возраст. Песня написана под вдохновением от стихов Анны Ахматовой.
Песня стала пятым синглом с альбома и третьим в сумме за всю карьеру, достигшим первого места в радиочарте стран СНГ.

## Музыка и лирика
Песня "Ветром стать" написана в До-диез миноре с отклонениями в припевах в параллельную тональность (Ми мажор) и имеет следующую последовательность аккордов:
Для куплетаA — H — G# — C#m — A — H — G# — C#m — C#m — H.
Для припеваE — H — G# — C#m — E — H.
В аранжировке песни использовано много струнных и духовых инструментов, а также несколько видов тамбуринов, что придаёт песне этно-звучание. Песня начинается со звучания струнных, под аккомпанемент которых МакSим поёт первую половину первого куплета, во второй половине куплета вступает ритм-секция.
Лирика песни, по словам самой певицы, навеяна творчеством Анны Ахматовой. Однако, позже, в интервью сайту «D-pils.lv» МакSим сказала, что:

Накануне я действительно прочла много ахматовских стихов, мое настроение, внутреннее состояние нашли отражение в песне „Ветром стать“. В ней нет ничего похожего на творчество великой поэтессы, скорее, можно найти мотивы стихов Цветаевой. Речь в ней, напомню, идет о смерти, о самоубийстве. А этим больше „страдала“ как раз-таки Цветаева.— МакSим

## Видеоклип
Клип снимался летом 2007 года в Москве. Режиссёром выступила Ирина Миронова, снявшая клип и на предыдущий сингл МакSим, песню «Знаешь ли ты».
Клип снимали в Москве на протяжении двух суток. В клипе показаны три временных отрезка: настоящее, прошлое и будущее, которые переплетаются по ходу клипа. Сюжетная линия клипа состоит в конфликте между девушкой и парнем, который усугубляется тем, что парень прикован к инвалидной коляске.
В одном из интервью, на вопрос является ли сюжет клипа отражением реальной истории, МакSим сказала, что: 

Что касается клипа, то хотя в интернете и пишут, что он основан на реальных событиях, это не так. Просто он в точности отражает то, что я хотела сказать своими стихами. И это величайшая заслуга сценариста и режиссёра клипа Ирины Мироновой. С ней не просто найти контакт, она тебя постоянно изучает. Зато изучив, выдает блестящий сценарий, который полностью отражает все то, что ты хотела сказать.— МакSим
Также МакSим говорила, что затронула сложную тему в клипе: 

В клипах стремлюсь выразить своё внутреннее состояние, хотя это и очень сложно. Иногда иду на риск, затрагивая ту или иную острую тему, – ведь неизвестно, как воспримет её зритель. Например, главный герой видеоролика на песню «Ветром стать» – человек, который стал инвалидом. Мы много работали, советовались с профессиональными режиссёрами, искали способы выражения этой темы, потому что хотели, чтобы клип получился искренним, без пафоса.— МакSим
Роль молодого человека-инвалида в клипе сыграл молодой актёр и модель Иван Бут. В интервью газете «Комсомольская Правда» он сказал, что ему понравилось работать с МакSим: 

Очень милая она, без понтов, зовут её Мариной. Мы с ней подружились. Даже когда нам на съемочную площадку приносили покушать, ели с ней вместе, как говорится, из одного котла. Ведь это редкость на самом деле. Обычно наши великие звезды эстрады не едят то же, что и актёры, которые снимаются в их клипах, они в обеденный перерыв едут в рестораны. А с Мариной все просто. Не было такого, чтобы ей привозили обед из ресторана и она одна его ела, а все вокруг смотрели.— Иван Бут
Также Иван рассказал про забавный момент во время съёмок, сказав, что:

Как раз в тот момент, когда нам нужно было изображать трагедию и мы должны были с ней по сюжету драться и рыдать, мы взахлеб смеялись. Потому что я не мог ударить её даже понарошку, и её это смешило.— Иван Бут
По состоянию на июнь 2025 года, на официальном канале YouTube было осуществлено более 61 млн просмотров данного видео.

## Список композиций
- Радиосингл[9]

| №  | Название       | Автор(ы)         | Длительность |
| -- | -------------- | ---------------- | ------------ |
| 1. | «Ветром стать» | Марина Максимова | 3:09         |

## Чарты
Песня возглавила общий радиочарт стран СНГ и оставалась на первом месте 5 недель, став самым успешным радиосинглом с альбома. Сингл стал третьим по счёту в череде синглов МакSим, последовательно возглавивших радиочарт стран СНГ.
Также песня имела успех в Латвии, добравшись до 9 места в радиочарте.

| Страна/территория (Чарт)  | Высшая позиция |
| ------------------------- | -------------- |
| Tophit Общий Топ-100      | 1              |
| Tophit Топ-100 по заявкам | 3              |
| Tophit Московский Топ-100 | 1              |
| Латвийский Топ-50         | 9              |
| Золотой граммофон         | 1              |

| Страна/территория (Чарт)  | Высшая позиция |
| ------------------------- | -------------- |
| Tophit Общий Топ-100      | 1              |
| Tophit Московский Топ-100 | 1              |

### Годовые чарты
| Страна/территория (Чарт)    | Высшая позиция |
| --------------------------- | -------------- |
| Tophit Общий Топ-200        | 15             |
| Tophit Общий Топ-200 (рус.) | 5              |
| Tophit Топ-200 по заявкам   | 21             |
| Tophit Московский Топ-200   | 17             |
| Латвийский Топ-500          | 164            |